# The Nightingales
The Nightingales — британская рок-группа, образованная в 1979 году в Бирмингеме, Англия, и исполнявшая альтернативный рок/постпанк (созвучный ранним The Fall, но с элементами гитарного поп-рока) и необычными, насмешливыми текстами фронтмена — вокалиста и гитариста Роберта Ллойда.

## История группы
В первый состав The Nightingales вошли Роберт Ллойд, а также Джо Кроу (англ. Joe Crow, гитара), Юмонн Даффи (англ. Eamonn Duffy, бас-гитара) и Пол Эпперли (англ. Paul Apperley, ударные) — бывшие участники панк-группы The Prefects.
Все три альбома группы, записанные группой до её распада в 1986 году, входили в UK Indie Charts Top 20; в те же списки входили шесть её синглов и EP. Группа многократно записывалась на Би-би-си у Джона Пила (лишь одну группу он приглашал к себе чаще — The Fall). Группа приобрела культовый статус; в числе исполнителей, приглашавших её к участию в гастролях, были Бо Дидли и Нико.
После распада The Nightingales Мария Смит и Пит Берчмор образовали группу The Capitols; Смит играла также в Rumblefish. Рон Коллинз стал участником The Noseflutes. Лидер группы собрал новый коллектив, Robert Lloyd & The New Four Seasons, выпустивший несколько независимых синглов на In Tape Records и один альбом на Virgin Records. С 2004 года он возглавляет новый состав The Nightingales. Пит Бёрчмор в последние годы сотрудничал с Goldblade, Gorgeous и UK Subs.
В 2004 году The Nightingales воссоединились и выпустили несколько сборников и два студийных альбома Out of True (Iron Man, 2006) и Insult To Injury (Klangbad, 2008).

## Дискография

### Альбомы
- Pigs on Purpose (Cherry Red LP) 1982, CD reissue 2004 (#15) [5]
- Pillows & Prayers (Cherry Red LP) 1982—1983 (#16)
- Hysterics (Ink/Red Flame LP) 1983, CD reissue (Cherry Red) 2005 (#20)
- Just The Job сборник (Vindaloo LP) 1984
- In The Good Old Country Way (Vindaloo LP) 1986, CD reissue (Caroline True) 2005 (#8)
- What A Scream (1980—1986) сборник (Mau Mau/Demon CD) 1991
- Pissed & Potless — The Definitive Nightingales Collection сборник (Cherry Red CD) 2001
- Out of True (Iron Man CD) 2006
- What’s Not To Love? (Caroline True CD) 2007
- Live In Paris (Big Print CD) 2008
- Insult To Injury (Klangbad CD) 2008

### Синглы
- «Idiot Strength» 1981 (Rough Trade/Vindaloo)
- «Use Your Loaf» 1982 (Cherry Red)
- «Paraffin Brain» 1982 (Cherry Red) (#39)
- «Peel Session EP» 1982 (Cherry Red) (#34)
- «Urban Osprey» 1983 (Cherry Red) (#26)
- «Crafty Fag» 1983 (Ink/Red Flame) (#27)
- «The Crunch EP» 1984 (Vindaloo) (#27)
- «It’s a Cracker» 1985 (Vindaloo) (#16)
- «What a Carry On EP» 1985 (Vindaloo) (#26)
- «Peel Session EP» 1988 (Strange Fruit)
- «Black Country» 2004 (Big Print)
- «Workshy Wunderkind» 2004 (Big Print)
- «EFL» (Sex And God Knows What) 2004 (Big Print)
- «Devil In The Detail» 2005 (Big Print)
- «Let’s Think About Living» 2006 (Fake Product)